# 독일 축구 연맹
독일 축구 연맹(독일어: Deutscher Fußball-Bund 도이체 푸스발 분트[*], DFB)은 독일의 축구 협회이다. FIFA와 UEFA의 창립 멤버로, DFB는 과거 푸스발-분데스리가 (현재는 독일 축구 연맹에서 관장)를 포함한 독일의 축구 리그와 남자 축구 국가대표팀, 여자 축구 국가대표팀을 관리한다. 본부는 프랑크푸르트암마인에 위치해 있으며, 5개의 지역 협회와, 21개의 지역 연합으로 나뉜다. 독일 축구 연맹은 세계 최대의 단일 스포츠 단체이다.

## 역사
1875년에서 1880년대 중순까지, 독일의 초창기 축구는 럭비의 규정과 비슷하였다. 그 이후, 1890년에 들어서 현대 축구가 도입되기 시작하였고, 몇몇 클럽이 세워졌으며, 이 클럽들이 지역과 국가 레벨에 맞게 정리되기 시작하였다.
1900년 1월 28일 DFB(Deutscher Fußball-Bund)가 86개의 클럽 대표들이 참석한 가운데 라이프치히에서 설립되었다. DFB는 지역 대회만 있던 것을, 1902-03 시즌을 시점으로 단일 국가 챔피언십이 활성화되도록 하였다. 1904년 FIFA가 프랑스 파리에서 설립되었을 때, 독일은 그 창단에 참가하였던 7개국 중 하나가 아니었으나 9월 1일 FIFA가 실권을 얻자, 독일은 8번째 회원국으로 가맹하였다. 1908년, 독일 축구 국가대표팀은 공식 첫 경기를 치렀다.
1914년 이전까지 독일 제국은 현재의 독일보다 영토가 훨씬 컸었다. 알자스로렌 지방이 서쪽 끝에, 폴란드 일부가 동쪽 끝이었다. 지역 협회의 경계는 주요 철도 간선에 따라 나뉘었다. 또한 오스트리아-헝가리 제국의 일부였던 보헤미아도 독일 제국에 3면으로 둘러싸여 있어서, 이 지역 또한 참여 가능하였다. 그에 따라 프라하는 독일 챔피언쉽 준우승을 차지하기도 하였다. 그러나 소수 덴마크계의 북부 슐레스비히는 DFB 참여를 거부하였다. 제1차 세계 대전 이후에 이 지역은 덴마크령이 되었다. 베르사유 조약에 따른 국경 변경은, DFB로 하여금 변화에 적응하도록 하였다. 자를란트, 단치히, 메멜란트는 독일 본토와 떨어졌다. 독일 본토와 동프로이센은 폴란드 본토의 일부인 폴란드 회랑으로 분리되었다.
DFB의 나치 독일 시기 펠릭스 린네만과 그 대표의 기능은 "100년 DFB"(100 Jahre DFB)와 닐스 하베만의 "푸스발 운텀 하켄크로이츠"(Fußball unterm Hakenkreuz, 하켄크로이츠 하에서의 축구)에 명시되었다. "글라이히샬퉁"(Gleichschaltung)에 따르면, DFB는 약한 구조의 국가 리그에 비교하여, 강한 구조를 가진 지역 리그인 새로운 가우(Gau) 구조에 편입시켜야 한다고 하였다. 1933년 7월 9일 베를린 회의에서 DFB는 이를 이행하였다. 그 후 아돌프 히틀러는 축구계에서 공산주의자들과 유대인들을 추방하였다. 새 조직인 독일 제국 체육 리그(Deutscher Reichsbund für Leibesübungen)는 린네만에 의해 축구부에 도입되었지만 1940년 제2차 세계 대전의 여파로 인해 DFB는 그 기능을 상실하였다.
국제 무대에서, 독일 국가대표팀은 1934년에 우수한 성적을 거두었다. 그러나 1936년 하계 올림픽에서 아돌프 히틀러가 관전한 경기에서 독일 대표팀이 기록한 0-2 완패는 DFB의 명예를 추락시켰다. 제국 소년부(Reichsjugendführer) 발두르 폰 쉬라흐와 히틀러 유겐트는 1933년 이래 모든 스포츠계를 점령한 제국 체육부(Reichssportführer) 한스 폰 차머와 오스텐과의 합의 하에 제국 스포츠 유소년 축구(U-16)을 점령하였다. 이후 1938년 FIFA 월드컵 유치 경쟁에 뛰어들었으나, 기권하였다.
1938년 3월, 오스트리아 병합 이후 오스트리아는 독일의 일부가 되었고, 오스트리아 축구 협회는 독일 축구 협회에 합병되었다. 새 감독 제프 헤르베거는 오스트리아 선수 사용 권한을 받았으나, 독일은 1938년 FIFA 월드컵 1라운드에서 탈락하였고, 나치 정치에 있어서 축구의 영향력을 무색하게 만들었다. 4명의 독일인(한스 야콥, 알빈 키칭거, 루드비히 골드브루너, 그리고 에른스트 레히너)는 1937년 6월 20일 네덜란드 암스테르담에서 개최한 FIFA 친선전에서 서부 유럽을 대표하였다. 그리고 또다른 두 명(키칭거와 안데를 쿠퍼)는 1938년 10월 26일, 영국 런던에서 열린 FIFA 대륙 대표로 뛰었다.
전쟁 도중, 독일은 1942년까지 국제 경기를 치렀다. 제2차 세계 대전 종전 이후에 독일 축구 협회는 연합군에 의해 해체되었다. FIFA는 1945년 11월 DFB와 JFA(일본 축구 협회)에 국제 경기 참여 금지령을 내렸다. 국제적으로 FIFA 내에는 여전히 독일인이 있었는데, 이보 슈리커는 1932년에서 1950년까지 FIFA의 직원으로 있었던 경력이 있다. 1948년, 스위스 측은 FIFA에 독일의 징계 철회를 주장하였으나, 기각되었다. 스위스의 클럽들은 독일 클럽들과 경기를 치루었었으나, 국제적인 항의로 인해 중단하여야 했다. 1949년 잉글랜드 축구 협회는 다시 독일의 징계 철회를 주장하였다. 결국 1949년 5월 7일, 서독 정부가 수립되기 2주 전인 상황에서 철회되었으나, 군 정부의 허가하에서만 허락되었다.
여러 지역과 주가 쪼개짐에 따라, DFB는 1950년 1월 21일 슈투트가르트에서 자를란트주를 제외한 서독만의 축구 협회를 수립하였다. 당시의 자를란트 주는 프랑스의 점령지로 남아 있었으며 1950년 6월 12일 전쟁 이후에 수립된 세 개의 독일 축구 협회(서독, 동독, 자를란트)가 FIFA로부터 인정되었다. 브라질에서 개최된 1950년 FIFA 월드컵을 앞두고 벨기에 브뤼셀에서 열린 FIFA 회의에 따라, 스위스 축구 협회는 완전한 FIFA 회원 자리를 회복시킬것을 요구하였다. 1950년 9월 22일, 독일 축구 협회는 다시 FIFA의 회원 자리를 얻었다. 독일은 1950년 말 국가대표 경기에 다시 등장하였다. 1954년 FIFA 월드컵을 앞두고 서독과 자를란트는 따로 등장하였으나, 1956년이 되어서 두 협회는 하나로 통합되었다.
독일 분단 초기에, 서독은 일부 영토의 영유권을 주장하였다. IOC와 다르게 1955년에 동독의 일시적인 존재만을 인정하여 통일된 독일 올림픽 대표팀의 참여를 요구한 것과는 달리, FIFA는 1952년에 동독 축구 협회의 존재를 인정하였다. 1954년 FIFA 월드컵 우승은 DFB의 주요 성과중에 하나로, 독일에서 스포츠가 인기를 얻도록 하였다.
그 성공에 따라, 지역 연합, 구식의 아마추어 구조는 영향력을 잃었으며, 5개의 지역 1부리그가 타국의 단일 1부리그보다 오래 지속되었다. 이전에 라이히스리가와 같은 단일 1부리그가 몇십년전에 제안되었지만, 프로 스포츠는 거부되었고, 해외의 선수들은 용병으로 취급되어 인정되지 않았다. 이 보수적인 태도는 1962년 FIFA 월드컵의 형편없는 결과와 함께 바뀌기 시적하였고, 헤르만 노이베르거의 제안에 따라 DFB는 단일 1부리그 출범을 발표하였다. 이에 따라 1963-64 시즌을 시작으로 푸스발-분데스리가를 현재까지 이어오고 있다.
1974년, DFB는 월드컵 주최와 우승을 경험하였다. 독일은 또한 UEFA 유로 1988을 주최하였다. 1990년 독일의 재통일에 따라, 동독 축구 협회 (DFV)는 DFB에 흡수되었다. 2006년, DFB와 독일은 다시 한번 월드컵 유치에 성공하였다.

## 기타 사실
현재 26,000개의 클럽이 회원으로 가맹되어 있으며, 170,000개 팀이 200만명의 현역 선수를 배치하고 있고, 총 600만명이 회원으로 등록되어 있어, 단일 스포츠 단체로는 최대 규모를 이루고 있다. DFB는 또한 870,000명의 여성 회원과 8,600개의 여성 팀이 운영되고 있다. DFB는 또한 세계에서 가장 부유한 단일 스포츠 단체이다.
공식 마스코트는 노란 부리와 검은 깃털의 독수리 "파울러"이다. (2006년 3월 26일을 기점으로)

## 역대 회장

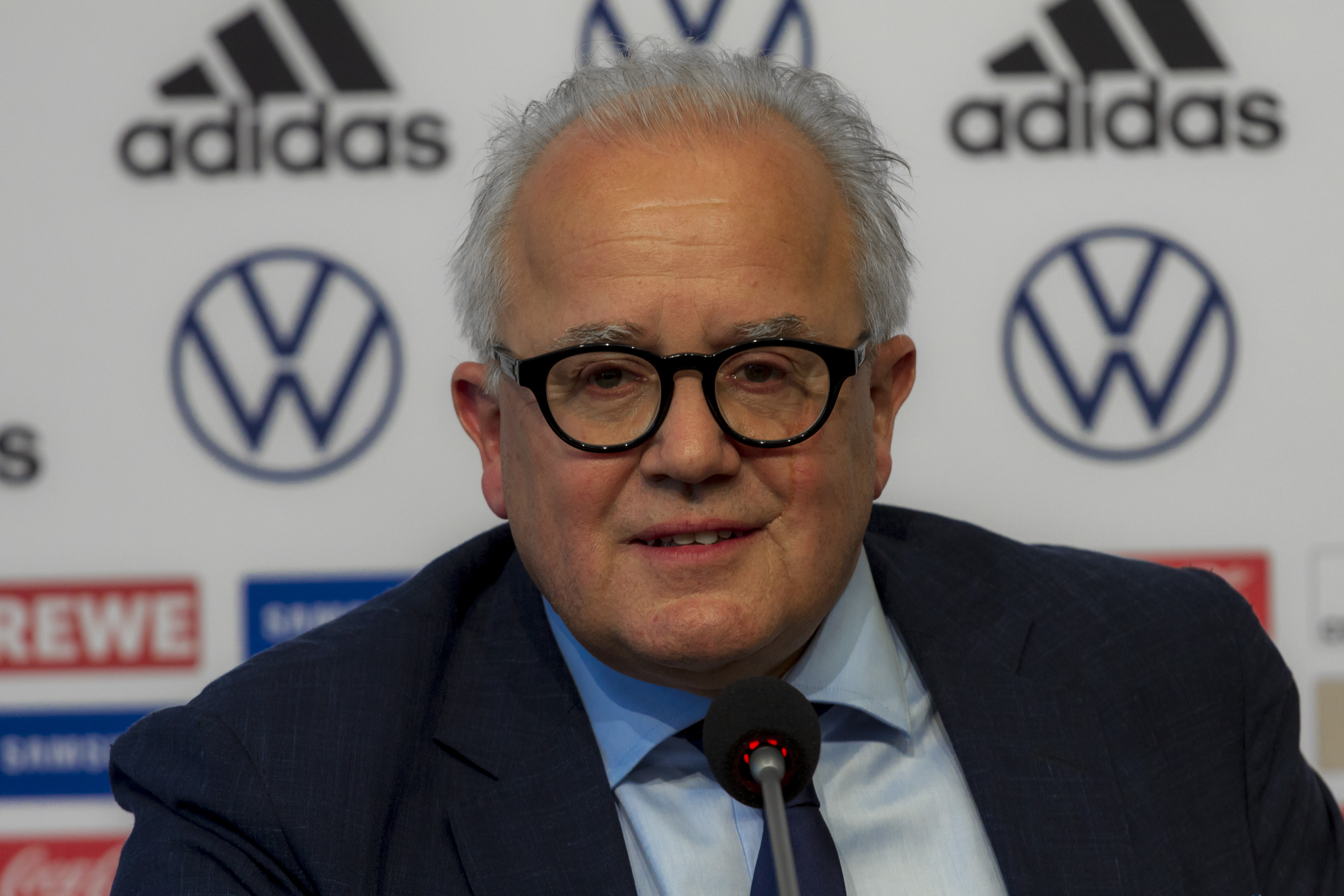
프리츠 켈러, 현 DFB 회장

- 페르디난드 후에페 (1900-1904)
- 프리드리히 빌헬름 노헤 (1904-1905)
- 고트프리드 힌체 (1905-1925)
- 펠릭스 린네만 (1925-1945)
- 페코 바우벤스 (1949-1962)
- 헤르만 괴스만 (1962-1975)
- 헤르만 노이베르거 (1975-1992)
- 에기디우스 브라운 (1992-2001)
- 게르하르트 마여-포르펠더 (2001-2004)
- 게르하르트 마여-포르펠더, 테오 츠반치거 (2004-2006)
- 테오 츠반치거 (2006–2012)
- 볼프강 니어스바흐 (2012-2015)
- 라이너 코흐, 라인하트 라우발 (임시) (2015–2016)
- 라인하트 그린델 (2016–2019)
- 라이너 코흐, 라인하트 라우발 (임시) (2019)
- 프리츠 켈러 (2019–현재)

## 지역 협회

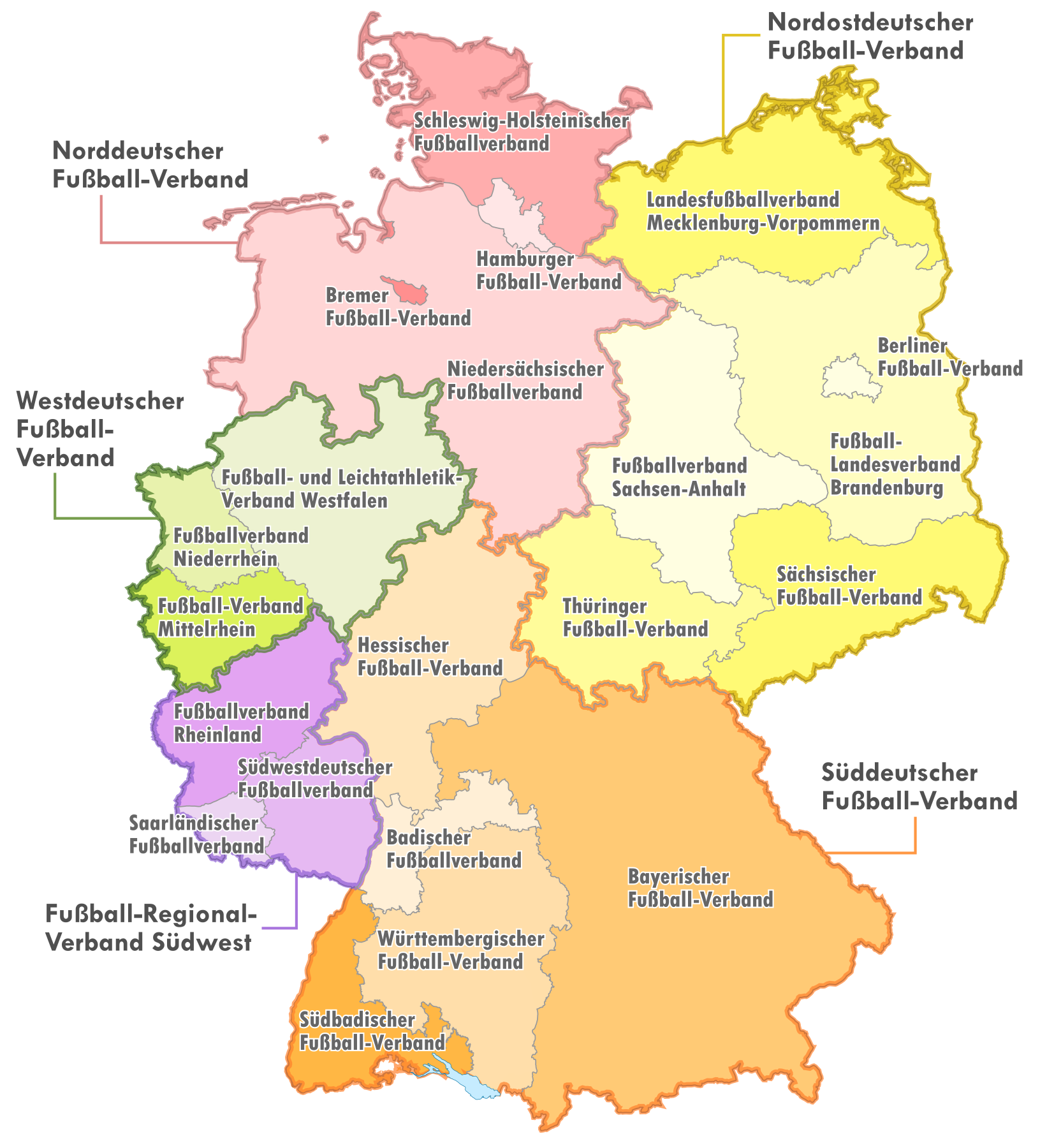
DFB의 5개 지역 협회 및 21개 주립 협회

DFB는 5개의 지역 협회로 나뉘며, 또다시 이는 21개의 지역 단체로 나뉜다. 이 협회들은 경계선은 독일 주 경계선과 거의 비슷하다.

### 남부 독일
남부 독일 축구 협회 (Süddeutscher Fußball-Verband - SFV)는 바이에른주, 헤센주, 바덴뷔르템베르크주의 축구를 관리한다. SFV는 1897년 10월 17일에 남부 축구클럽 협회 (Verband Süddeutscher Fußball-Vereine) 로 창립되었고, 독일 남부 축구 챔피언쉽을 관장하다가 1933년, 제 3제국에 의해 흡수되었다. 제 2차 세계대전 이후, 오베르리가를 1963년까지 운영하였다. 2008-09 시즌, SFV는 남성부와 여성부의 레지오날리가 쉬드 (4부리그)를 관장하게 되었다. 그 위 리그는 3. 리가가 있으며, DFB가 관장을 하고, 4부리그 이하로는 모두 SFV가 관장하며, 5개의 지역 단체로 나뉜다.
- 바덴 축구 협회 (Badischer Fußball-Verband – BFV)
- 바이에른 축구 협회 (Bayerischer Fußball-Verband – BFV)
- 헤센 축구 협회 (Hessischer Fußball-Verband – HFV)
- 남바덴 축구 협회 (Südbadischer Fußball-Verband – SBFV)
- 뷔르템베르크 축구 협회(Württembergischer Fußball-Verband – WFV)

### 남서부 독일
남서부 축구 협회 (Fußball-Regional-Verband Südwest – FRVS)는 제 2차 세계대전 이후, 프랑스 점령지에서 설립되었다. 1963년까지 최고리그는 오베르리가 쉬드베스트였다. 이 협회는 3개의 축구 연합으로 나뉘며, 라인란트팔츠주와 자를란트주의 축구를 관리한다. 현재 오베르리가 쉬드베스트 (5부리그)와 그 이하의 축구 리그가 FRVS에 등록되어 있다.
- 라인란트 축구 협회 (Fußball-Verband Rheinland – FVR)
- 자를란트 축구 협회 (Saarländischer Fußball-Verband – SFV)
- 남서부 축구 협회 (Südwestdeutscher Fußball-Verband -SWFV)

### 서부 독일
서부 축구-체육 협회 (Westdeutscher Fußball- und Leichtathletik Verband – WFV)는 노르트라인베스트팔렌주의 축구를 관리하고, 3개의 축구 단체로 나뉜다. 이 협회는 서부 독일 축구 챔피언쉽을 1933년까지 진행하였다. 1947년에서 1963년까지의 최고 리그는 오베르리가 베스트로, 2008년부터 노르트라인-베스트팔렌 리가가 현재까지 운영되고 있다. 3개의 하부 축구 단체는 다음과 같다.
- 중부 라인 축구 협회 (Fußballverband Mittelrhein – FVM)
- 하부 라인 축구 협회 (Fußballverband Niederrhein – FVN)
- 베스트팔렌 축구-체육 협회 (Fußball- und Leichtathletikverband Westfalen – FLVW)

### 북부 독일
북부 축구 협회 (Norddeutscher Fußball-Verband – NFV)는 브레멘, 함부르크, 니더작센주, 슐레스비히홀슈타인주의 축구를 관리하며, 4개의 하부 축구 단체로 나뉜다. NFV는 1933년까지 북독일 축구 챔피언쉽을 관장하였다. 1947년에서 1963년까지, 최상위 리그는 오베르리가 노르트로 1974년에서 2008년까지도 존재한 적이 있다. 4개의 하부 축구 단체는 다음과 같다.
- 브레멘 축구 협회 (Bremer Fußball-Verband – BFV)
- 함부르크 축구 협회 (Hamburger Fußball-Verband – HFV)
- 니더작센 축구 협회 (Niedersächsischer Fußball-Verband – NFV)
- 슐레스비히홀슈타인 축구 협회 (Schleswig-Holsteinischer Fußball-Verband – SHFV)

### 북동부 독일
북동부 축구 협회 (Nordostdeutscher Fußball-Verband – NOFV)는 5개의 지역 축구 협회 중 가장 최근에 형성된 축구 협회로 1990년 독일이 재통일 될 시기에 창설되었다. 이 협회는 북부와 남부, 두 부서로 나뉘는 NOFV-오베르리가를 주관한다. 이 협회는 브란덴부르크주, 베를린, 메클렌부르크포어포메른주, 작센주, 작센안할트주, 튀링겐주의 축구를 관리한다. 이 6개 주는 주별로 각각 축구 단체를 가지고 있다.
- 브란덴부르크 축구 협회 (Fußballlandes-Verband Brandenburg – FLB)
- 베를린 축구 협회 (Berliner Fußball-Verband – BFV)
- 메클렌부르크포어포메른 축구 협회 (Landesfußball-Verband Mecklenburg-Vorpommern – LFVM)
- 작센 축구 협회 (Sächsischer Fußball-Verband – SFV)
- 작센안할트 축구 협회 (Fußball-Verband Sachsen-Anhalt – FSA)
- 튀링겐 축구 협회 (Thüringer Fußball-Verband – TFV)

## 같이 보기
- 독일 축구 리그 시스템